# Marinebasis Parera

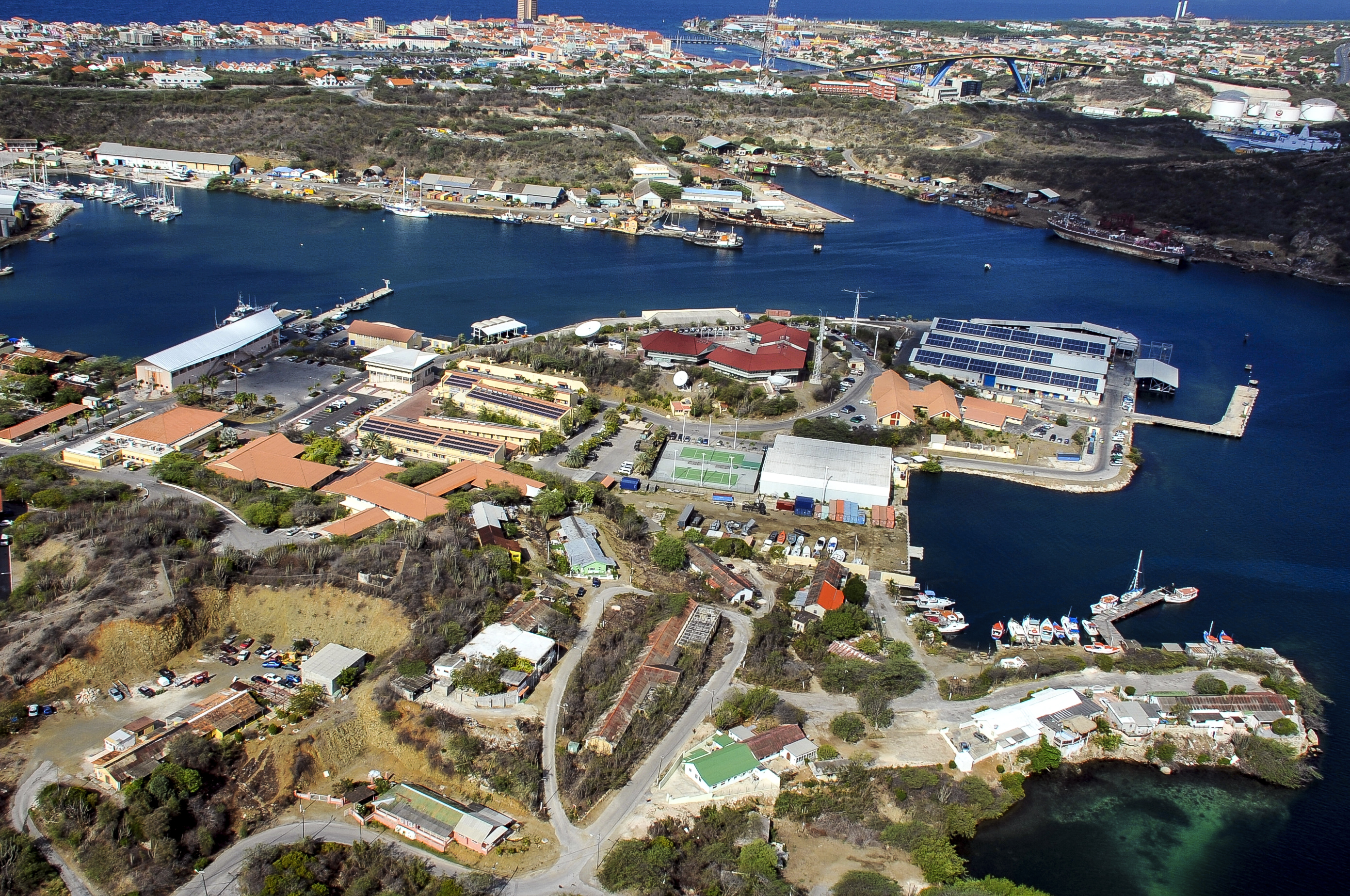
Luchtopname van de marinebasis (2014)

Marinebasis Parera is een haven van de Koninklijke Marine op het eiland Curaçao. De haven is gelegen aan het Schottegat, een natuurlijke baai bij Willemstad. Het is de belangrijkste basis van de Marine in het Caraïbisch gebied, waar tevens de staf is gevestigd van de Commandant der Zeemacht in het Caribisch Gebied.

## Geschiedenis
Ondanks de strategische ligging en het belang van de raffinaderijen C.P.I.M. op Curaçao en Lago Oil & Transport Co. Ltd. op Aruba, werden de Antillen tot de Tweede Wereldoorlog maar licht verdedigd en slechts sporadisch bezocht door marineschepen.
In de jaren '20 en '30 werd de haven Parera regelmatig gebruikt door civiele watervliegtuigen. Hoewel de Marine in Nederland en Nederlands-Indië verschillende marinevliegkampen bouwde voor watervliegtuigen, stationeerde zij geen toestellen op Curaçao.

### Torpedomotorbotenbasis

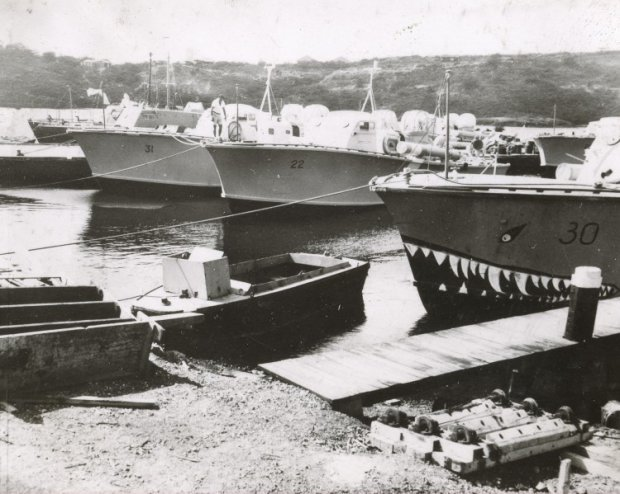
Torpedomotorboten Hr. Ms. TM 22, TM 30 en TM 31 in de haven van Parera, ca. 1943.

Pas in 1939 werd er een plan gemaakt door KNIL-officier Conrad Giebel om de verdediging van het eiland te verbeteren. Het omvatte de plaatsing van zeemijnen, kust- en luchtdoelartillerie en daarnaast versterking van de vloot met torpedomotorboten, onderzeeboten en de stationering van watervliegtuigen. Nog voor de plannen konden worden uitgevoerd, was de Duitse inval in Nederland een feit. Vanwege de Japanse agressie en overwicht in Nederlands-Indië, werd nieuw marinematerieel dat eigenlijk bestemd was voor Nederlands Indië naar de Antillen gestuurd. Zo arriveerden er toch nog een 12-tal torpedomotorboten op Curaçao. De schepen, met identificatie Hr. Ms. TM 29 t/m 43, waren gebouwd door de Canadian Power Boat Company en afgebouwd op Curaçao.
Parera werd als thuishaven gekozen en zo ontstond Torpedomotorbotenbasis Parera.
Er werden ook een reddingsschip en twee kleine onderzeebootjagers gestationeerd. Door de noodgedwongen verhuizing van deze schepen waren de faciliteiten in de haven nog zeer beperkt. Er was alleen een oude scheepshelling terwijl reparaties in tenten werden uitgevoerd. Omdat het bezette Nederland niet meer in staat was om de Antillen te verdedigen werd op 17 maart 1942 een Nederlands-Amerikaans commando op Curaçao gevestigd, het Commander All Forces Aruba and Curaçao (CAFAC), onder leiding van de Amerikaanse schout-bij-nacht Jesse B. Oldendorf. Deze had tot taak de olieaanvoer zeker te stellen en verder om de zeewateren rond de Caribische zee voor aanvallen van de Kriegsmarine te behoeden.

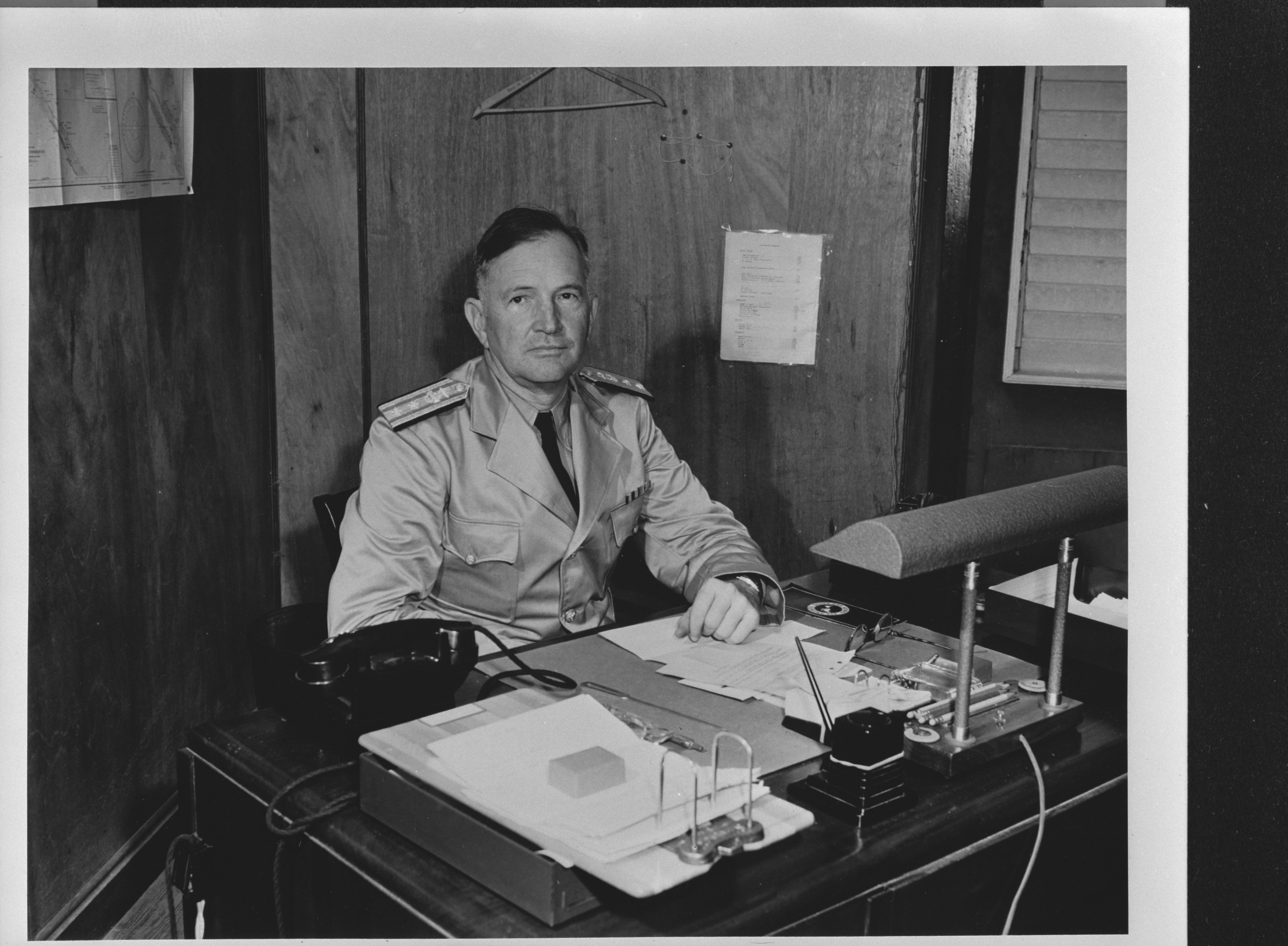
Schout-bij-nacht J.B. Oldendorf

Met Amerikaanse hulp werd Parera uitgebreid tot de hoofdbasis van de zeemacht op de Antillen. Eind 1943 was de haven uitgebreid met een 60 meter lange steiger en een groot boothuis waarin twee motortorpedoboten tegelijk gerepareerd konden worden. Er werden legeringsgebouwen, munitieopslagplaatsen, een ziekenboeg, winkels, recreatievoorzieningen en wegen gebouwd. In gehuurde gebouwen aan de Sint Annabaai bevonden zich nog enkele torpedowerkplaatsen en in de Sint Michielsbaai was een testgebied voor torpedo's. Uiteindelijk huisvestte de basis 2150 Amerikanen en 1800 Nederlanders.
De torpedomotorboten werden ingezet toen de Duitsers februari 1942 met onderzeeboten de in de Cariben gingen opereren om olietankers aan te vallen. De boten bleken door technische problemen echter nauwelijks effectief. Nadat de Duitse U-boot dreiging in de loop van 1944 verdween werden de boten uit dienst gesteld en werd op 1 juni 1944 de naam veranderd in Marinebasis Parera. Vanaf oktober 1945 werd de basis niet meer actief gebruikt.

### Na de Tweede Wereldoorlog

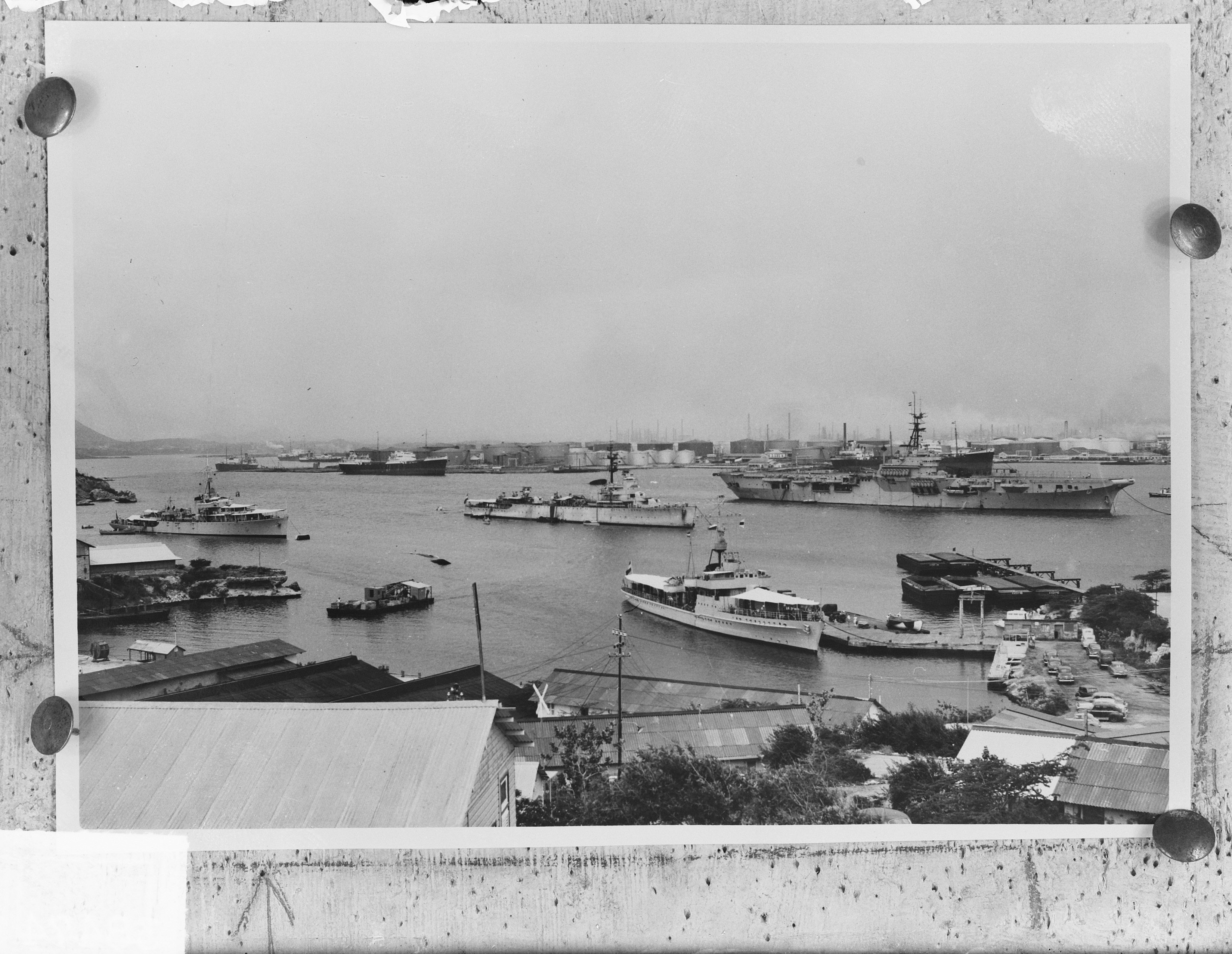
Vliegdekschip Karel Doorman met smaldeel gezien vanaf Parera, 1 maart 1950.

Vanaf 1952 zijn er verschillende magazijnen, werkplaatsen en kantoren bijgebouwd. In 1955 kwam het nieuwe stafgebouw op Parera gereed. In afwachting van uitbreiding van vliegveld Hato, vond een squadron van de marineluchtvaartdienst in 1952 en 1953 tijdelijk onderdak op de marinebasis.
Op 31 december 1957 werd de Marinebasis als zelfstandig commando opgeheven en het bevel werd overgedragen aan de commandant van de Marinierskazerne te Suffisant. In de loop van de maand januari 1958 werd de samenvoeging van de commando's van de Marinierskazerne te Suffisant en de Marinebasis Parera voltooid door het repatriëren van het overtollig geworden personeel.
In 1976 werd de marinebasis verbouwd en in 1978 gingen de mariniers van de Marinekazerne Suffisant over naar de Marinebasis Parera.
De Marinebasis Parera verleende logistieke, personeels- en materieelsondersteuning aan de stationsschepen en aan andere de in de West gevestigde krijgsmachtonderdelen, waaronder de 21e infanteriecompagnie en het verkenningspeloton van de 25e ondersteuningscompagnie van het Korps Mariniers.
In 1981 werd op de Marinebasis Parera een zogenaamde vlootcompagnie ingesteld. Dat was een eenheid, samengesteld naar analogie van een infanteriecompagnie die bestond uit vlootpersoneel dat geplaatst was op de marinebasis. Deze vlootcompagnie werd op initiatief van de Commandant der Zeemacht in de Nederlandse Antillen ingesteld en had als taak de marinebasis te verdedigen wanneer de marinierseenheden elders werden ingezet.
In 2017 is de Rima-steiger gerenoveerd zodat er nu twee schepen kunnen worden afgemeerd.

## Huidig gebruik

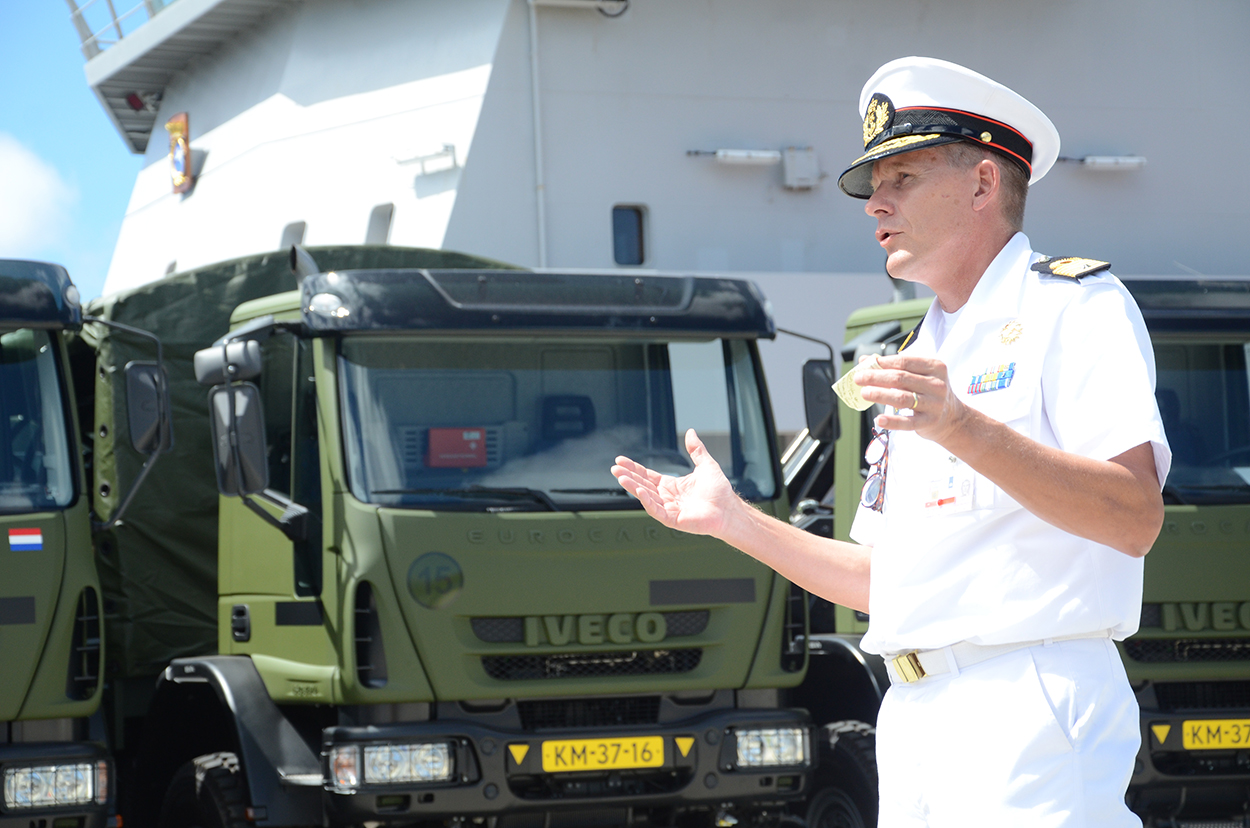
Commandant CZMCARIB brigadegeneraal der mariniers Peter Jan de Vin

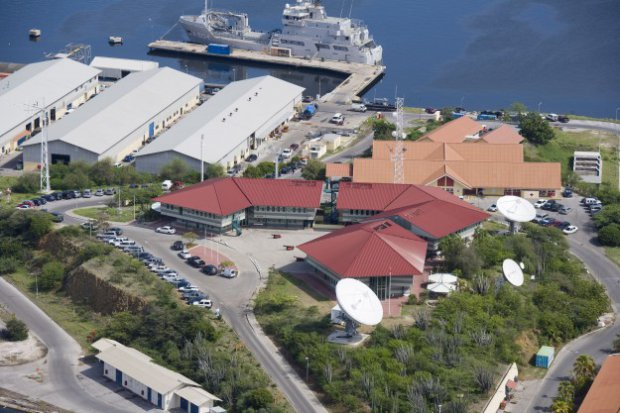
Luchtopname. Het gebouw met rode daken is de Stafheuvel, op de achtergrond ligt de Hr. Ms. Pelikaan afgemeerd aan de Rimasteiger.

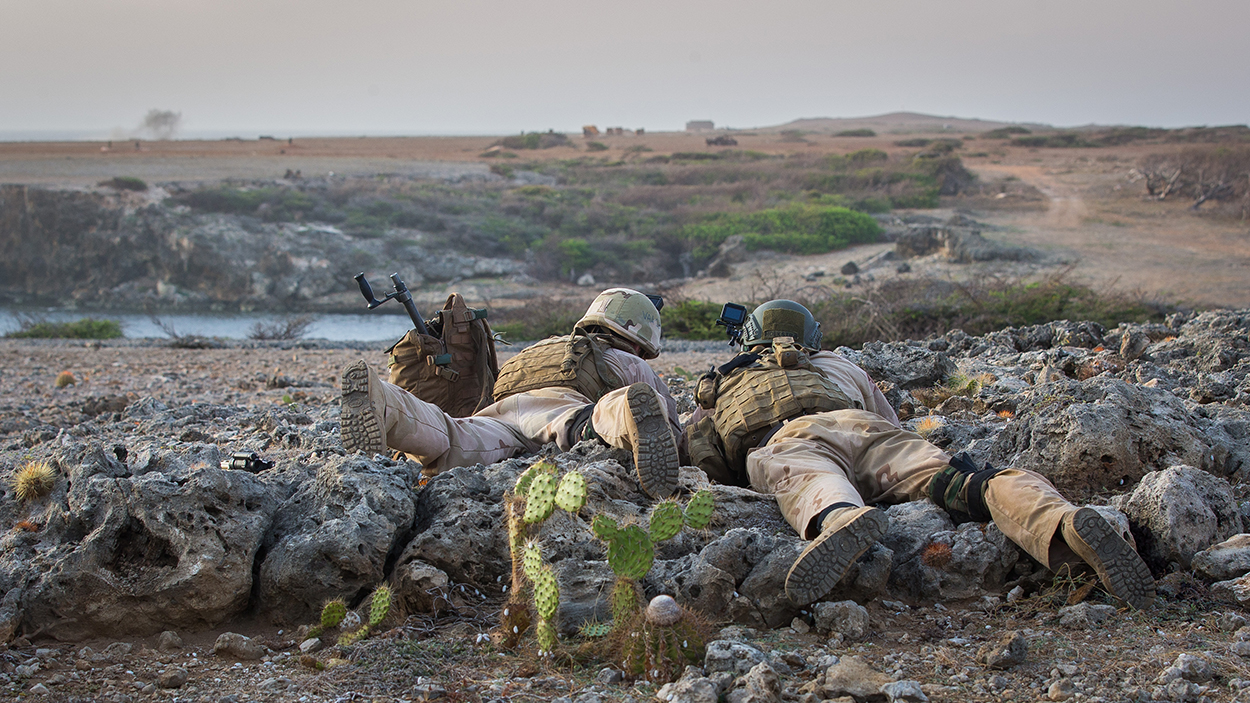
Schietoefening op Wacawa van Bravo-compagnie van 12 Infanteriebataljon Luchtmobiel, in mei 2017 aanwezig als landmachtcompagnie op Curaçao

Tegenwoordig is Parera nog steeds de belangrijkste haven van de Koninklijke Marine in de Cariben. De Commandant van de zeemacht in de Cariben is sinds 2017 brigadegeneraal der mariniers Peter Jan de Vin. Ook de staf van de CZMCARIB is er gevestigd en het stationsschip van de Marine is hier gestationeerd.
Op de basis zijn werkplaatsen waar al het varend en rollend materieel wordt onderhouden. Ook het Operatiecentrum van de marine ligt op Marinebasis Parera. Dit centrum stuurt alle antidrugsoperaties in het Caribisch gebied aan. Voorts biedt Parera huisvesting aan verschillende eenheden:
- een roulerende compagnie van de Koninklijke Landmacht.
- de bootgroep Curaçao.
- het Kustwachtsteunpunt Curaçao.
- het Reddings- en Coördinatie Centrum van de Kustwacht Caribisch Gebied.

### Roulerende compagnie van de KL
Deze compagnie vervangt sinds 24 augustus 2008 de opgeheven 31e infanteriecompagnie Mariniers. De eenheid ondersteunt de CZMCARIB bij de basis-defensietaken: de territoriale verdediging van de Nederlandse Antillen, Curaçao en Aruba, handhaving van de internationale rechtsorde en het verlenen van bijstand aan lokale autoriteiten. Indien nodig wordt ook humanitaire hulp verleend, maar orkaannoodhulp is de primaire taak van 32 infanteriecompagnie Mariniers die gelegerd is in marinierskazerne Savaneta op Aruba. De landmachtcompagnie heeft tijdens het verblijf ook een trainingsdoel. Ten slotte wordt de compagnie ingezet voor ceremoniële taken, zoals bij de Opening der Staten van Curaçao, Koninginnedag en Dodenherdenking.

### Bootgroep Curaçao
Deze bootgroep wordt voornamelijk ingezet om allerlei operaties en oefeningen te ondersteunen met maritiem vervoer. Daarnaast kan zij ook strandverkenningen en rivieroperaties uitvoeren.

### Kustwacht
De Kustwacht voor het Caribisch Gebied heeft toezichthoudende en dienstverlenende taken. Het is een aparte organisatie onder beheer van de minister van Defensie. Op Parera is het kustwachtcentrum gevestigd waar opsporings- en reddings- en antidrugsacties worden gecoördineerd. De Kustwacht heeft steunpunten op Aruba en Sint Maarten. Het materieel bestaat uit drie kustwachtcutters en een groot aantal kleinere schepen.

### Stationsschip en ondersteuningsschip
Parera is de thuishaven van het stationsschip van de Nederlandse Marine in de West. Dit is een marineschip dat offensieve taken kan uitvoeren, meestal een fregat of een mijnenveger. Het wordt bij toerbeurt voor enkele maanden op Curaçao gestationeerd. Daarnaast heeft het ondersteuningsschip van de Koninklijke Marine in het Caribisch gebied, Zr. Ms. Pelikaan, er zijn vaste ligplaats. Dit schip verleent bijstand aan operaties van het stationsschip. Het wordt ingezet bij operaties en oefeningen van het Korps Mariniers en de Kustwacht. Bij natuurrampen kan de Pelikaan bovendien snel te hulp schieten met noodzakelijk materiaal, personeel en humanitaire goederen.
Regelmatig doen schepen en onderzeeërs van de Koninklijke Marine de haven aan.

## Embleem

Embleem van de Marinebasis Parera op Curacao

In 1949 werd op Parera een prijsvraag uitgeschreven om te komen tot een embleem. Matroos 3e klasse C.J.W. van Werkhoven won deze prijsvraag met een afbeelding van een oud-Hollands zeilschip.Toen in het volgende jaar de commandant van de zeemacht de Nederlandse Antillen bij de minister om machtiging vroeg om dit embleem te voeren, werd het verzoek afgewezen omdat het sterk leek op het wapen dat Suriname tot 1911 had gevoerd. In 1970 ontwierp men bij het Instituut voor Maritieme Historie emblemen voor de Antilliaanse marinierskazernes en de marinebasis en men koos voor typisch Antilliaanse afbeeldingen. De chuchubi is de tropische spotlijster die op Curaçao veel voorkomt. Deze vogel heeft een fraaie zang en valt op door zijn opgewektheid en onverschrokkenheid. Vandaar de embleemspreuk opgewekt en vrijmoedig.